# Seawaymax
Seawaymax je velikostni razred ladij, ki še lahko plujejo skozi zapornice pomorske poti sv. Lovrenca. Ta vodna pot povezuje Velika jezera z Atlantskim oceanom.
Ladje seawaymax so dolge največ 740 ft (225,6 m), široke največ 78 ft (23,8 m), največji ugrez je 26,51 ft (8,08 m), največja višina pa 35,5 m (116 ft). Rekordni tovor je bil 28.502 ton železove rude. Nekatere jezerske tovorne ladje so prevelike in lahko plujejo samo v Velikih jezerih.
Verjetno najbolj znano plovilo tega razreda je SS Edmund Fitzgerald.